# NGC 6516
NGC 6516 ist eine linsenförmige Galaxie vom Hubble-Typ E-S0 im Sternbild Drache am Nordsternhimmel. Sie ist schätzungsweise 348 Millionen Lichtjahre von der Milchstraße entfernt und hat einen Durchmesser von etwa 50.000 Lichtjahren.
Im selben Himmelsareal befinden sich u. a. die Galaxien NGC 6512 und NGC 6521.
Das Objekt wurde am 27. Oktober 1861 von Heinrich d’Arrest entdeckt.